# Senátní obvod č. 8 – Rokycany
Senátní obvod č. 8 – Rokycany je podle zákona č. 247/1995 Sb. tvořen celým okresem Rokycany, celým okresem Plzeň-sever, západní částí okresu Beroun, ohraničenou obcemi Broumy, Kublov, Březová, Bzová, Drozdov, Záluží, Osek, Hvozdec, Chaloupky, Malá Víska, Zaječov a Olešná, a severovýchodní částí okresu Plzeň-město, tvořenou obcemi Chrást, Dýšina a Kyšice.
Současným senátorem je od roku 2024 Miroslav Kroc, člen STAN.

## Senátoři
| Volby | Volby | Senátor | Senátor          | Volební strana | Navrhující strana | Politická příslušnost | Odkaz  |
| ----- | ----- | ------- | ---------------- | -------------- | ----------------- | --------------------- | ------ |
|       | 1996  |         | František Jirava | ČSSD           | ČSSD              | ČSSD                  | profil |
|       | 2000  |         | Luděk Sefzig     | ODS            | ODS               | BEZPP                 | profil |
| 2006  | ODS   |         | Luděk Sefzig     | ODS            | ODS               |                       | profil |
|       | 2012  |         | Milada Emmerová  | ČSSD           | ČSSD              | ČSSD                  | profil |
|       | 2018  |         | Pavel Karpíšek   | ODS            | ODS               | ODS                   | profil |
|       | 2024  |         | Miroslav Kroc    | STAN           | STAN              | BEZPP                 |        |

## Volby

### Rok 1996
První senátní volby se na Rokycansku uskutečnily stejně jako v dalších obvodech v roce 1996. Zde se volilo na zkrácený čtyřletý mandát a v prvním kole se nejvíce dařilo bývalému poslanci Federálního shromáždění a profesoru chirurgie Karlu Novákovi z ODS. Ten získal v prvním kole 34,7 % hlasů. Společně s ním pak postoupil ještě kandidát ČSSD a rovněž lékař František Jirava, který byl ale ve druhém kole úspěšnější a díky zisku 55,6 % hlasů získal mandát prvního rokycanského senátora.
| Kandidát | Kandidát                       | Volební strana | Navrhující strana | Politická příslušnost | Počet hlasů (1. kolo) | %     | Počet hlasů (2. kolo) | %     |
| -------- | ------------------------------ | -------------- | ----------------- | --------------------- | --------------------- | ----- | --------------------- | ----- |
|          | MUDr. František Jirava         | ČSSD           | ČSSD              | ČSSD                  | 9 518                 | 28,20 | 18 163                | 55,60 |
|          | prof. MUDr. Karel Novák, DrSc. | ODS            | ODS               | ODS                   | 11 704                | 34,68 | 14 504                | 44,40 |
|          | Josef Hlad                     | KSČM           | KSČM              | KSČM                  | 5 896                 | 17,47 | —                     | —     |
|          | Stanislav Rampas               | ODA            | ODA               | ODA                   | 3 046                 | 9,02  | —                     | —     |
|          | Václav Beneda                  | ČSNS           | ČSNS              | BEZPP                 | 1 751                 | 5,19  | —                     | —     |
|          | Mgr. Hana Lagová               | SDS            | SDS               | SDS                   | 560                   | 1,66  | —                     | —     |
|          | PhDr. Otakar Štajf             | ČP             | ČP                | BEZPP                 | 538                   | 1,59  | —                     | —     |
|          | Jan Beneš                      | DEU            | DEU               | BEZPP                 | 534                   | 1,58  | —                     | —     |
|          | Karel Ferschmann               | PB             | PB                | PB                    | 206                   | 0,61  | —                     | —     |

### Rok 2000
František Jirava z ČSSD se rozhodl svůj mandát obhajoval i ve volbách v roce 2000. V nich ale neuspěl, skončil až třetí a do druhého kola vůbec nepostoupil. Tam naopak postoupili po velmi vyrovnaném souboji nestraníci za KSČM a ODS Helena Suchá a Luděk Sefzig. Druhé kolo už bylo mnohem jednoznačnější, rokycanský chirurg Sefzig v něm obdržel 60,8 % hlasů a stal se novým senátorem.
| Kandidát | Kandidát                      | Volební strana | Navrhující strana | Politická příslušnost | Počet hlasů (1. kolo) | %     | Počet hlasů (2. kolo) | %     |
| -------- | ----------------------------- | -------------- | ----------------- | --------------------- | --------------------- | ----- | --------------------- | ----- |
|          | MUDr. Luděk Sefzig            | ODS            | ODS               | BEZPP                 | 7 333                 | 22,15 | 15 199                | 60,76 |
|          | Helena Suchá                  | KSČM           | KSČM              | BEZPP                 | 7 806                 | 23,57 | 9 813                 | 39,23 |
|          | MUDr. František Jirava        | ČSSD           | ČSSD              | ČSSD                  | 6 091                 | 18,39 | —                     | —     |
|          | doc. RNDr. Jiří Holenda, CSc. | 4KOALICE       | ODA               | BEZPP                 | 4 846                 | 14,63 | —                     | —     |
|          | MUDr. František Pillmann      | AZSD           | AZSD              | AZSD                  | 4 073                 | 12,30 | —                     | —     |
|          | Jiří Vracovský                | NK             | NK                | BEZPP                 | 2 377                 | 7,18  | —                     | —     |
|          | Jan Roj                       | UPE            | UPE               | UPE                   | 579                   | 1,74  | —                     | —     |

### Rok 2006
Luděk Sefzig, který se mezitím stal členem ODS, svůj mandát v dalších volbách rovněž obhajoval, na rozdíl od svého předchůdce z ČSSD ale úspěšně. Už v prvním kole měl výrazný náskok, když obdržel 37,7 % hlasů. Z vyrovnaného souboje o druhé místo s ním nakonec do druhého kola postoupil Jan Mudra z KSČM, který dokázal předčít bývalého místopředsedu Poslanecké sněmovny Františka Brožíka z ČSSD. Sefzig nicméně s přehledem ovládl i druhé kolo, když získal 66,1 % a obhájil senátorské křeslo na Rokycansku.
| Kandidát | Kandidát                 | Volební strana | Navrhující strana | Politická příslušnost | Počet hlasů (1. kolo) | %     | Počet hlasů (2. kolo) | %     |
| -------- | ------------------------ | -------------- | ----------------- | --------------------- | --------------------- | ----- | --------------------- | ----- |
|          | MUDr. Luděk Sefzig       | ODS            | ODS               | ODS                   | 15 834                | 37,65 | 14 212                | 66,13 |
|          | Jan Mudra                | KSČM           | KSČM              | KSČM                  | 7 086                 | 16,85 | 7 276                 | 33,86 |
|          | Ing. František Brožík    | ČSSD           | ČSSD              | ČSSD                  | 6 588                 | 15,66 | —                     | —     |
|          | MUDr. Tomáš Křiklán      | US-DEU         | US-DEU            | BEPP                  | 6 213                 | 14,77 | —                     | —     |
|          | MUDr. František Pillmann | AZSD           | AZSD              | AZSD                  | 2 847                 | 6,77  | —                     | —     |
|          | RNDr. Jiří Bendl, CSc.   | SZ             | SZ                | SZ                    | 2 295                 | 5,45  | —                     | —     |
|          | Ing. Ivo Kaplán          | KDU-ČSL        | KDU-ČSL           | KDU-ČSL               | 1 189                 | 2,82  | —                     | —     |

### Rok 2012
Ve volbách v roce 2012 Luděk Sefzig z ODS svůj mandát opět obhajoval, tyto senátní volby v době vlády Petra Nečase se ale nesly ve znamení úspěchu levicových stran a i zde tomu nebylo jinak. Obhajující Sefzig i poslanec PČR Jaroslav Lobkowicz z TOP 09 do druhého kola nepostoupili, tam se totiž střetla poslankyně PČR a bývalá ministryně zdravotnictví Milada Emmerová z ČSSD a kandidát KSČM Jiří Valenta. Po relativně vyrovnaném prvním kole, získala Emmerová v druhém kole 54,8 % a stala se senátorkou místo Sefziga.
| Kandidát | Kandidát                                  | Volební strana | Navrhující strana | Politická příslušnost | Počet hlasů (1. kolo) | %     | Počet hlasů (2. kolo) | %     |
| -------- | ----------------------------------------- | -------------- | ----------------- | --------------------- | --------------------- | ----- | --------------------- | ----- |
|          | doc. MUDr. Milada Emmerová, CSc.          | ČSSD           | ČSSD              | ČSSD                  | 9 746                 | 27,49 | 8 399                 | 54,79 |
|          | PhDr. Ing. Mgr. et Mgr. Jiří Valenta, DBA | KSČM           | KSČM              | KSČM                  | 8 830                 | 24,91 | 6 929                 | 45,2  |
|          | MUDr. Luděk Sefzig                        | ODS            | ODS               | ODS                   | 7 549                 | 21,29 | —                     | —     |
|          | Ing. Jaroslav Lobkowicz                   | TOP 09, STAN   | TOP 09            | TOP 09                | 4 619                 | 13,03 | —                     | —     |
|          | Ing. Stanislav Rampas                     | SNK ED         | SNK ED            | SNK ED                | 2 039                 | 5,75  | —                     | —     |
|          | JUDr. Ing. Rostislav Senjuk               | SsČR           | SsČR              | SsČR                  | 1 941                 | 5,47  | —                     | —     |
|          | Ing. Jiří Janoušek                        | NÁR.SOC.       | NÁR.SOC.          | NÁR.SOC.              | 723                   | 2,03  | —                     | —     |

### Rok 2018
Ve volbách v roce 2018 Milada Emmerová v barvách ČSSD obhajovala svůj senátorský mandát. Do druhého kola sice těsně postoupila, když se jí podařilo o půlprocento porazit nestranickou kandidátku za hnutí ANO Lucii Groene, už v prvním kole s velkým náskokem zvítězil starosta Vejprnic Pavel Karpíšek z ODS. Ten dokázal zvítězit i ve druhém kole, ve kterém obdržel 68,4 %, a vrátil tak rokycanské senátorské křeslo po šestileté odmlce zpět pod vládu ODS.
| Kandidát | Kandidát                         | Volební strana | Navrhující strana | Politická příslušnost | Počet hlasů (1. kolo) | %     | Počet hlasů (2. kolo) | %     |
| -------- | -------------------------------- | -------------- | ----------------- | --------------------- | --------------------- | ----- | --------------------- | ----- |
|          | Ing. Mgr. Pavel Karpíšek         | ODS            | ODS               | ODS                   | 12 694                | 28,55 | 11 120                | 68,38 |
|          | doc. MUDr. Milada Emmerová, CSc. | ČSSD           | ČSSD              | ČSSD                  | 7 019                 | 15,79 | 5 141                 | 31,61 |
|          | Lucie Groene                     | ANO            | ANO               | BEZPP                 | 6 767                 | 15,22 | —                     | —     |
|          | Zdeněk Chýnovský                 | KSČM           | KSČM              | KSČM                  | 5 360                 | 12,05 | —                     | —     |
|          | MUDr. Zdeněk Hess, Ph.D.         | Piráti         | Piráti            | Piráti                | 5 339                 | 12,01 | —                     | —     |
|          | Mgr. David Redl                  | SPD            | SPD               | BEZPP                 | 4 372                 | 9,83  | —                     | —     |
|          | Ing. Martin Uhlíř, MBA           | TOP 09, LES    | TOP 09            | BEZPP                 | 2 374                 | 5,34  | —                     | —     |
|          | Michal Drabík                    | MS Piráti      | MS Piráti         | BEZPP                 | 524                   | 1,17  | —                     | —     |

### Rok 2024
Ve volbách v roce 2024 senátor Pavel Karpíšek obhajoval mandát za koalici tvořenou ODS, stranou Monarchiste.cz, TOP 09 a hnutím OPAT. Podporovala jej také SOCDEM. Za koalici složenou z KDU-ČSL, hnutí PRO PLZEŇ a ADS kandidoval starosta města Rokycany Tomáš Rada. Kandidátem hnutí ANO byl 1. náměstek hejtmana Plzeňského kraje Petr Vanka. Za hnutí STAN kandidoval starosta obce Břasy Miroslav Kroc a kandidátem koalice SPD a Trikolora byl úředník Jaromír Pěnkava.
V prvním kole vyhrál s 35,44 % hlasů Petr Vanka. Do druhého kola s ním postoupil také Miroslav Kroc, který obdržel 24,97 % hlasů. Senátor Pavel Karpíšek získal 20,23 % hlasů, skončil třetí, a mandát senátora se mu tak nepodařilo obhájit.
Ve druhém kole vyhrál Miroslav Kroc, který získal 56,12 % hlasů.
| Kandidát | Kandidát                 | Volební strana                    | Navrhující strana | Politická příslušnost | Počet hlasů (1. kolo) | %     | Počet hlasů (2. kolo) | %     |
| -------- | ------------------------ | --------------------------------- | ----------------- | --------------------- | --------------------- | ----- | --------------------- | ----- |
|          | Ing. Mgr. Miroslav Kroc  | STAN                              | STAN              | BEZPP                 | 8 544                 | 24,97 | 10 782                | 56,12 |
|          | Petr Vanka               | ANO                               | ANO               | ANO                   | 12 126                | 35,44 | 8 427                 | 43,87 |
|          | Ing. Mgr. Pavel Karpíšek | ODS, Monarchiste.cz, TOP 09, OPAT | ODS               | ODS                   | 6 921                 | 20,23 | —                     | —     |
|          | Ing. Tomáš Rada          | KDU-ČSL, PRO PLZEŇ, ADS           | PRO PLZEŇ         | BEZPP                 | 3 778                 | 11,04 | —                     | —     |
|          | Ing. Jaromír Pěnkava     | SPD, Trikolora                    | SPD               | SPD                   | 2 842                 | 8,30  | —                     | —     |

## Volební účast
|  | nejvyšší volební účast |  | nejnižší volební účast |

| Rok  | % (1. kolo) | % (2. kolo) |
| ---- | ----------- | ----------- |
| 1996 | 34,60       | 32,88       |
| 2000 | 35,61       | 17,82       |
| 2006 | 45,92       | 20,10       |
| 2012 | 36,27       | 13,94       |
| 2018 | 43,72       | 14,34       |
| 2024 | 30,75       | 16,59       |